# 手術

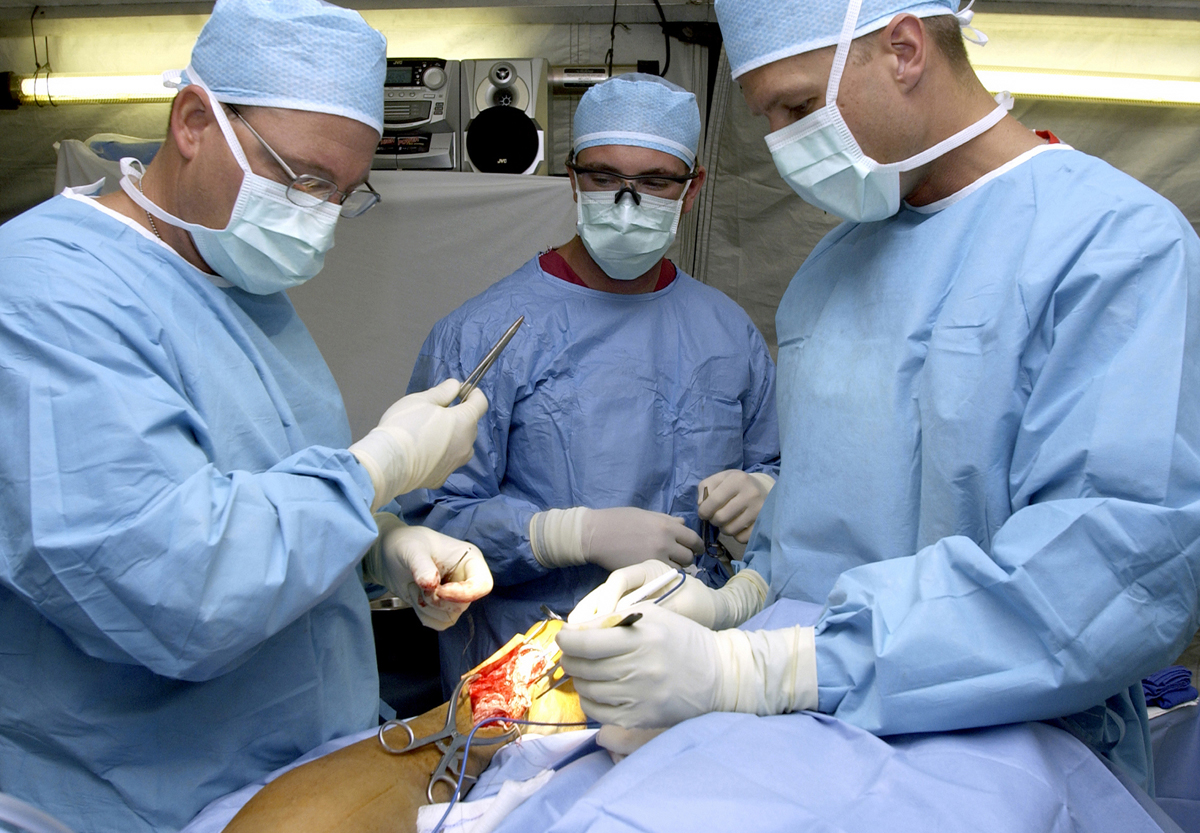
アキレス腱の手術

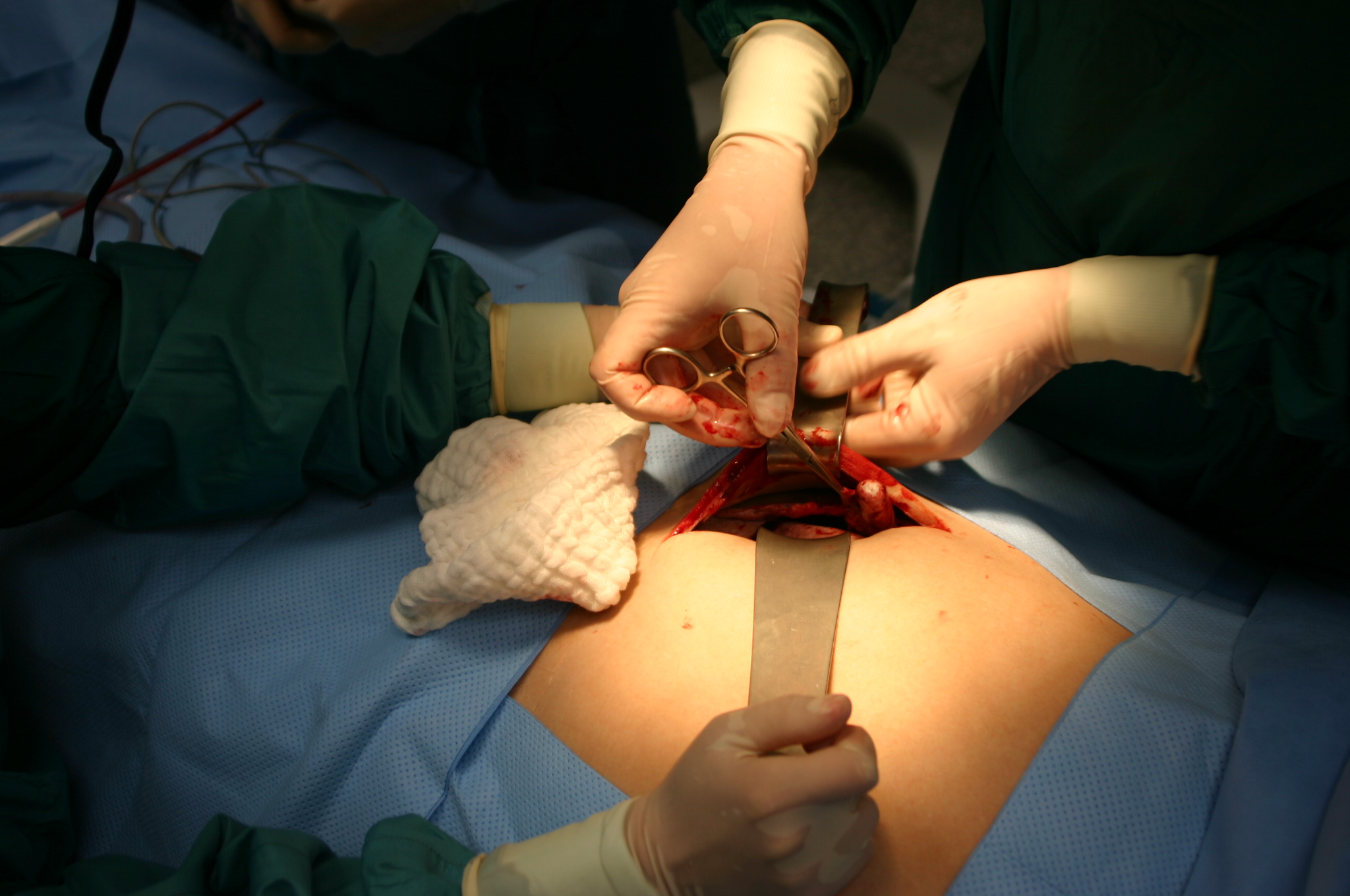
虫垂を切除する手術

手術（しゅじゅつ、英語: surgical operation）とは、外科的機器やメスなどを用いて患部を切開し、あるいは低侵襲である内視鏡やカテーテル治療など用い、治療的処置を施すこと。通称、略称としてオペとも呼ばれる（独: Operationに由来）。

## 概説
手術とは、用手的に創傷あるいは疾患を制御する治療法であり、生体に侵襲を加えるものをいう。手術は外科医師が担当することが多い。体調不良で内科を受診した際に手術が必要になった場合、今後の受診は外科に引き継がれる。

### 手術の目的
手術の目的は、病態の制御および失われた機能の回復である。直接的ではなく間接的に治療に繋がる手術もある。
- 切除する：病巣を切って取り除く手術が、局所の炎症や腫瘍に対して行われる。虫垂炎に対する虫垂切除術、胃癌に対する胃切除術、膵癌に対する膵頭十二指腸切除術や、乳癌に対する乳房切除術など。
- 形成する：組織や器官の形を整える手術が、障害部位の機能を改善するために行われる。狭心症に対する冠動脈バイパス術、鼠径ヘルニアに対するヘルニア根治術など。
- 移植する：自己もしくは他人から採取した組織・器官を移植する手術が、障害された機能を回復するために行われる。慢性腎不全に対する腎移植術、広範囲熱傷に対する植皮術など。
- 検査する：内視鏡や画像診断などの非侵襲的方法で診断が確定できない場合に行われる。

## 手術の種類
拡大手術と縮小手術
一時期までは、治療成績の向上目的で、侵襲の大きい手術が拡大されてきた。しかし1990年代前後あたりから根拠に基づく医療(EBM)の重要性が広く認識されるようになり、予後、手術後の結果を疫学的に（大人数を対象に、客観的に、統計的・科学的に）調査してみると、実際には拡大手術が治療成績の向上に寄与していないことや、反対に身体に害を与えていることも多いことが明らかになり、拡大手術に対する反省の声が挙がった。またQOLが重視されるようになったことや、患者側の意識の高まりもあり、2004年現在では手術は全体として縮小化の流れにある。
低侵襲手術
内視鏡手術や血管内手術など、従来よりも侵襲の少ない手術のこと。手術用器械の技術的改良の進歩により、従来より安全に手術が行えるようになった。特に心臓病ではカテーテル治療の飛躍的な進歩により、開胸手術を回避しての低侵襲手術が一般的となっている。例えばカテーテルで装着する補助人工心臓である「Impella（以下インペラ）」が2016年に認可され日本でも2017年9月に保険収載された。2018年1月現在、全国31施設でインペラを用いた治療が可能となり、国立循環器病研究センターの救急救命率は急性心筋梗塞の場合で95％以上にまで引き上げられた。また心房細動に対するカテーテルアブレーション治療は、1998年、高橋淳が日本に初めて導入し、2006年から2017年までの12年間のカテーテルアブレーション総数は横須賀共済病院だけでもすでに1万件を超えている。
またコンピュータを手術中に活用するコンピュータ支援外科も一部で使われるようになった。鏡視下手術に関しては、体表の切開創こそ小さいものの、手術の内容自体は従来の手術とほぼ変わらないため、本当に低侵襲であるかどうかは議論のあるところである。また（すべての手術に言えることではあるが）たとえ比較的安全な機器や技法が開発されたとしても、それを使う医師がそれに習熟していなければ安全な手術ができるはずもないわけであり、未熟な執刀医による医療事故も発生している。
ポリープ切除術（ポリペクトミー）
ポリペクトミーは、内視鏡手術の一つ。胃や大腸などの太い内視鏡が入る消化管にできるポリープ等の隆起性病変を、内視鏡下に切除する手術である。
姑息的手術
根治が望めない病態において、症状の緩和もしくは延命を目的として行う手術を姑息的手術という。腹腔内のがんによる腸閉塞に対し、食物が通過できるように行うバイパス術などがこれに当たる。
単開胸術、単開腹術
治療目的で開胸または開腹したものの、病変が思いの外進行しており手術適応がないと判断されたなど、外科的治療を実施することなく手術を終了したものをいう。
試験的開胸術
そもそも治療目的でなく、診断を確定するために開胸・開腹する手術は試験的開胸術、開腹術という。直接的にはまったく治療目的はなく、外科的治療を行うことなく手術を終了することもある。

## 手術前の判断

### 医師の判断
大きな病院では、個々の患者に対する治療戦略は、関連分野の専門家が参加するカンファレンスで合議的に検討される。手術は侵襲とリスクを伴うため、それに見合った治療効果が見込めない場合は他の治療法が推奨される。数十年前はひとりの外科医師が独断で判断を下すなどということが行われていた時代もあったが、こうしたやりかたは問題を生じさせがちなので次第に減ってきた。
- 術前診断は妥当かどうか
- 手術によって病態が制御できるかどうか
- 患者の全身状態は手術によく耐えられるかどうか
- 手術以外の治療法との効果やリスクの比較
- どのような手術が適しているか

主に以上の点をもとに手術の妥当性が検討される。

### 医師の患者への説明と患者側の判断
検討結果は原則としてすべて患者本人に伝えられる。患者はその情報をもとに、どのような手術を受けるのか、あるいは別の治療法を希望するのか、自らの意志で選択することが求められる。近年日本でもインフォームド・コンセントが必要だとの理解が普及し、医師がじっくり説明をし、患者十分に理解できた上で、手術を受けるのか　あるいは　受けないのか、原則的に自らの意志で最終決断を下すべきだとされている。またひとつの病院による説明だけでは偏りや判断ミスが入っている可能性もあるので、念のため他の医師の説明や意見も聞くこと、つまりセカンド・オピニオンを求めることも一般的になりつつある。

## 手術の流れ

### 術前管理
手術に際しては安全性を高めるため、可能な限り全身状態を良好に保つことが必要である。原則的には手術前に入院のうえ全身状態の管理を行ったうえで手術を行うが、これには例外もあり、近年白内障手術や腹腔鏡下胆嚢摘出術など比較的侵襲の小さい手術（低侵襲手術）については日帰り手術が行われている。
- 手術侵襲に耐えられる全身状態を維持
  - 循環動態・呼吸機能の維持・改善（呼吸訓練など）
  - 血圧、血糖値のコントロール
  - 禁煙
  - 栄養状態の改善
- 自己血の貯血（手術時に輸血が必要なことが予めわかっている場合、手術の2 - 3週前に患者自身の血液を採取し、輸血用血液として使用することがある。自己血輸血を参照。）
- 手術に悪影響を及ぼす薬の一時中止（休薬）、他剤への変更
  - 出血を助長する薬（抗凝固薬、抗血小板薬など）
  - 一部の降圧薬、経口血糖降下薬、経口避妊薬、向精神薬
- アレルギーの確認・評価
  - アルコール、ラテックス、造影剤、抗菌薬、局所麻酔薬等
- 口腔ケア
  - 術後の肺炎予防
  - 口腔由来の重症感染症予防
  - 口内炎の予防
  - 気管挿管時の義歯・動揺歯等による事故の予防

### 術前計画
手術を行う医師、術中全身管理を行う麻酔科の医師、手術に関わる看護師らによって患者と手術に対する評価が行われ、周術期管理計画が立てられる。

### 術前処置
全身麻酔が予定されている場合は、麻酔導入時の誤嚥を予防するため、手術前の一定期間は絶飲食となる。また腹腔内の手術などでは腸管内の清浄化を目的に下剤が投与される。手術部位の剃毛がかつては行われていたが、剃毛により皮膚感染が増加することが明らかになり、一部の例外を除いて現在では行われていない。手術室へ入る直前に、気道分泌の抑制、鎮痛、手術に対する緊張の緩和を目的に、抗コリン薬、鎮痛薬、鎮静薬が投与される（これらを前投薬と呼ぶ）場合があったが、最近ではなるべく行わない方向へと進んでいる。

### 手術室への入室
手術を行うための部屋を手術室と言う。
なお手術室のことをアメリカ英語で operating room と呼ぶことから、その省略形であるOR（オー・アール）、あるいは、日本語との混交で「オペ室」と呼ぶ場合がある。
欧米の病院では、一般にそれぞれの診療科に手術室のセクションがある。
日本の病院では、一般に手術室は中央診療部門として手術部のセクションがあり、一カ所にまとめられている。
手術室を含む手術エリアは清潔区域のため、入室する際は外来菌をなるべく少なくする目的から、スタッフは術衣に着替え、靴を履き替え、帽子とサージカルマスクを着用する。術衣の色は術野の赤色ばかりを見て色残像が生じることを考慮して一般に「緑」ないしは「青」がほとんどである。
患者は病棟のストレッチャー（担架）から手術室内のストレッチャーへ移し変えられる。症状によっては歩行で入室可能な場合もある。

### 麻酔
執刀に先立って麻酔が施行される。麻酔の主な目的は、有害な反射の抑制と疼痛のコントロールであり、麻酔担当の医師が術者とは別に付くのが原則である（局所麻酔の手術では術者が麻酔管理を兼ねることもある）。手術において麻酔担当医は患者の全身状態を管理しており、呼吸・循環の管理から体温の調節、薬剤投与、輸液の調節、出血量の監視、輸血に至るまであらゆる処置を一手に担う。また必要に応じて術者にもこれらの情報を提供し、安全な手術が行えるようサポートする。
麻酔には局所麻酔（浸潤麻酔・脊椎麻酔・硬膜外麻酔）と全身麻酔があり、目的により選択される。
- 局所麻酔：体のある部分のみに効く麻酔。通常は神経の伝達を遮断する薬剤が注射される。目的の部位に直接麻酔薬を注射する（浸潤麻酔）こともあれば、目的の部位を支配する神経に麻酔薬を効かせる（伝達麻酔）こともある。
- 全身麻酔：全身に効く＝意識がなくなる麻酔。通常は鎮痛・鎮静・筋弛緩の3つを得る麻酔を指す。麻酔をかけられるとまず意識がなくなり、やがて自発呼吸も止まる。すると麻酔担当医によって気管内挿管され、人工呼吸器に接続される。手術中は継続的に薬剤が投与され、麻酔が維持される。

### 手洗い・ガウンテクニック
外来菌による感染を防ぐため、手術は無菌の領域（清潔野）を形成して行われる。手術操作に関わるスタッフも清潔野に触れる部分（上肢・前胸部・腹部）は無菌でなければならない。そのため、術者である医師、助手を務める医師、内回り（器械出し）の看護師等全員が、手ないし腕の洗浄を行い、滅菌ガウンを着用し、滅菌手袋を装着する。
手術用手洗いはまず、指先から肘に至るまでを滅菌水と消毒液を用いて念入りに洗浄する。手術用手洗いの目的は、手指に付着している病原菌の除去である。手術用手洗いの仕方は各施設ごとに若干個性があり、古典的には滅菌ブラシを用いた擦り洗いであるが、皮膚保護などを理由に簡便な揉み手洗いを行っている施設もある。
手術用手洗いの後、滅菌されたガウンを着る。手術用手洗いを行った手が再び汚染されないように、介助者の手を借りて着用する。その後に滅菌手袋を装着する。手袋には一般手袋とヨード配合の抗菌手袋が存在する。また、手袋に生じた穿孔による手術部位感染を低減するため、手袋の二重化（二重手袋）を行う事例もある。
麻酔管理の医師や、外回りの看護師、ME（臨床工学技士）等、清潔野に直接関わらない者は手洗いは行わない。

### 消毒・清潔野形成
切開を行う部位を中心に、ポビドンヨードないしはアルコールによる十分な消毒が行われる。消毒が終わると、消毒した部分の周囲を滅菌されたシーツ（ドレープ）で覆い、清潔野を形成する。

### 執刀
こうして手術を行う環境が整ったら執刀が開始される。執刀に参加する医師は、例えば一般的な開腹や開胸手術の場合は3 - 4人程度である。大学病院や大病院であると4人 - 5人程度、人手の少ない病院だと2人で行うこともある。また手術介助の看護師が参加する。
まず術者（執刀医師）によって皮膚にメスが入れられる。術者は術前の計画に沿って手術を進行する。実際の所見が術前の予想と異なる場合（例：予想より進行していた、腫瘍の癒着が強固）があり、術中の判断で計画（術式）が変更、追加されることもある。ただしこの術中の計画変更、追加については患者にあらかじめ可能性として説明されていることが望ましい。術中に偶然発見された全く別の疾患については、たとえ医学的に妥当性があったとしても、本人（もしくは代理人）の同意なしには治療を行うべきでないというのが2021年現在主流の考え方である。しかし、一般的には多く行われ、事後同意という形式を取っている場合も多い。
手術操作終了後、術後の癒着防止、細菌や遺残癌細胞の除去などを目的に、温めた生理食塩水による術野の洗浄が行われる。また切開創の直下は術後高頻度に癒着を起こすが、主に繰り返し開腹を行う可能性がある帝王切開などで癒着防止のシート材が使用されている。創を閉鎖する前には、手術で使われた器具やガーゼ、針などの体内遺残を防ぐため、主に手術補助の看護師によって入念な数合わせが行われる。これが合わない場合は創を閉鎖せず、体内に遺残物がないと確認できるまで探し続けるのが原則である。また人的ミスも考慮して、術後すぐに手術部分のX線写真を撮影し、遺残物がないか確認することも多い。
創閉鎖後、滅菌シーツ（ドレープ）が取り外され、麻酔薬の投与が中止され、患者は麻酔から回復する。

### 最終術式
手術後に最終術式がどうなったか判断され、記録される。

### 術後管理
術後、手術のダメージから回復するまで治療は継続される。手術創の処置が行われ、点滴や投薬で全身状態の改善が図られる。術後合併症の予防には細心の注意が払われるが、不幸にも発症した場合には対症療法が行われる。

## 手術の器具

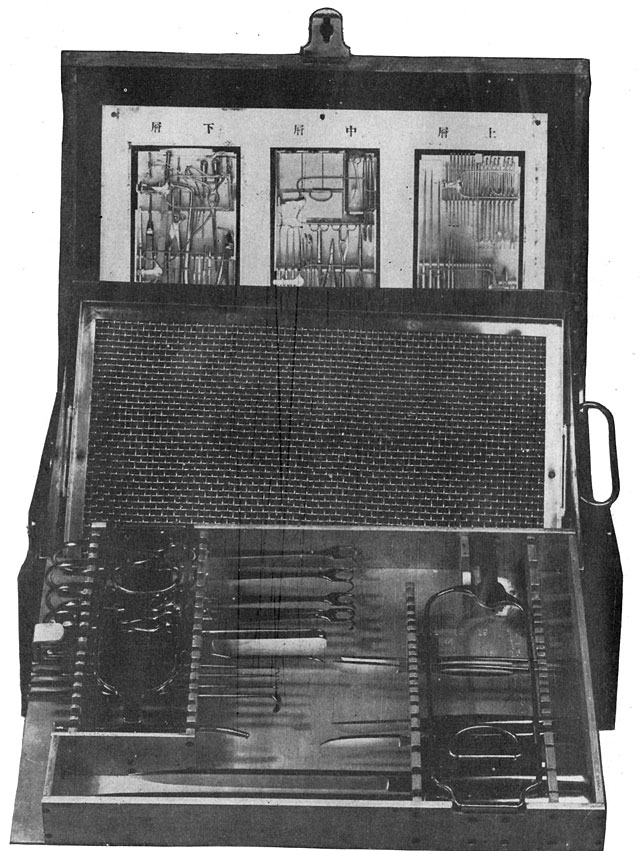
旧日本軍の軍医の手術用具入れ

手術器具は診療科により、施設により、さらには術者により多彩を極め、その呼び名も様々である。ここでは最も基本的な器具につき解説する。
- メス：「手術といえばメス」というほど認知度が高い手術器具だが、皮膚を切開する際に用いる程度である。大小様々な形状のメスがあり、術者（医師）の好みにより使い分けられる。刃先の尖ったメスを尖刃刀と呼び、刃先の丸いメスを円刃刀と呼ぶ。
  - 電気メス：高周波電流により組織を焼き切る機器。止血と切開が同時にできるので最も頻繁に使われる機器である。そのほか、刃先の微振動で切る超音波メスや、医療用レーザで焼き切るレーザメスなどがある。
- 剪刀（）：はさみのこと。刃先の曲がった曲剪刀が好んで使われる。切るだけでなく、組織をはがしていく剥離操作にも活躍する。代表的なものはクーパー剪刀、メーヨー剪刀、メッツェンバウム剪刀など。
- 鑷子（）：ピンセットのこと。把持する組織に合わせて様々な形状の鑷子があり、呼称も様々である。スウェーデン鑷子、ドゥベーキー鑷子、アドソン鑷子、マッカンドー鑷子など。
- 鉗子（）：組織を把持する器具。はさみのような外見で、手元にストッパー（ラチェット）がついており挟んだままにできる。挟む、牽引する、つぶす、開く、すくう、遮断する、など様々な用途に用いられる。コッヘル鉗子、ペアン鉗子、ケリー鉗子、モスキート鉗子、アリス鉗子など。
- 針：糸をつけて縫合に用いる。通常は弯曲のついた曲針が用いられる。縫う組織によって大きさ、太さ、弯曲具合、断面の形状が異なる。一般に腸管等の組織結合には丸針、皮膚縫合には角針を用いる。裁縫の縫い針のように糸を通して使うものや、針のうしろに糸が付いている針付き縫合糸がある。
- 持針器（）：針を持つ器具。組織を縫い合わせる時に用いる。マッチュー持針器、ヘガール持針器など。
- 鉤（）: 先がカギ状に曲がっている器具。組織を引っかけて牽引するのに用いられる。筋鉤、神経鉤、腹壁鉤（ザッテル）、肝臓鉤など。
- 自動縫合・吻合器：自動で縫合、吻合する器械。縫合糸に替わり自動的かつ均一な縫合が可能で、同時に吻合もでき、手技の発展とQOL向上が期待される。リニアステープラー、サーキュラーステープラーなど。
- 開創器（）：手術創を広げておく器械。

## 手術のリスクや合併症
手術の合併症の主なものは、創感染、感染症、痛みなど。合併症は手術をする部位によってさまざまである。これらは医師から事前に説明があり、患者が同意書に署名した上で手術が行われる。
創感染とは手術の創を縫った部分（縫合部）で細菌などによる感染が起きることであり、縫ったあたりが赤く腫れて膿が出たり、痛んだり、発熱などの症状が出る。もし創感染が起きたら、抜糸、皮膚切開で膿を出す、抗生物質の投与などが行われる。
患者は手術後は寝ていることが多く痛みもあり肺の奥の痰を思うように出せなくなることがあるが、痰を出せずにいると、本来なら痰とともに体外に出されるはずの菌が肺にとどまり、肺炎を起こしてしまうことがある。手術後は意識的に痰を出すことが大切である。
手術中は痛み止めと麻酔のおかげで痛みは無いが、手術後に麻酔が切れると創（切った箇所）が痛むことはある。痛くなった場合は、痛み止めの薬が処方される。患者は痛みをがまんする必要はなく、看護師や医師に痛いことを伝え、痛み止めを処方してもらえばよい。

### 曜日による死亡リスクの差異
英国での大規模な後ろ向き研究で、平日の手術と週末の手術の死亡率に大きな差異が出ることが分かっており、これを「週末効果（weekend effect）」と呼んでいる。さらに平日の中でも週末に向かうほど手術での死亡率は高くなる「平日効果（weekday effect）」（英インペリアル・カレッジ・ロンドン公衆衛生学部のP. Aylinらが、2013年5月28日発行の英医学誌「BMJ」に発表）が知られている。手術を受けた曜日による死亡リスクを、月曜日を基準にして、火曜日が7％増に対して金曜日は44％増、土曜・日曜日は82％増と、週末に向かうほど上昇していた。特に死亡リスクが高い5つの術式（食道・胃切除術、直腸・結腸切除術、冠動脈バイパス術、腹部大動脈瘤）では腹部大動脈瘤に対するステントグラフト術以外の4術式で、週末に向かうほどリスクが増大。土曜・日曜日は月曜日の2-3倍になった。一方、死亡リスクが低い術式では「平日効果」は見られなかった。
日本でも広島大学の今岡洸輝らは、StageI～III大腸がんの待機的手術を対象とした多施設共同による後ろ向き解析で、手術を金曜日に受けた患者は金曜日以外に受けた患者より術後合併症の発生率が高く、術後入院期間も長いことがわかった。この研究結果は、Journal of Surgical Research誌2024年4月号に掲載された。

## 手術と音楽の関係
多くの医者が手術中に音楽を聴いているとされる。
割合としては、2011年のイギリスでの調査では、90％のイギリス人医師が手術中に音楽を聴いている。2021年の医学系SNSのFigure 1と音楽配信アプリSpotifyの共同調査では、外科医と外科研修医の90％が手術中に音楽を聴いており、ロックとポップスが最も人気が高く、「音楽が手術室の緊張を和らげ、外科チーム全体をリラックスさせることで集中力を高めるのに役立った」とコメントしている。
ジャンルについては、2018年にハイデルベルク大学医学部の学生82人に行った腹腔鏡検査などの外科手術のパフォーマンスに音楽ジャンルが与える影響が見られたが、音楽を聴いている状態の方がパフォーマンスが優位に高く、ラジオのミックス音楽やロックなどと比べてクラシック音楽やヒップホップを聴いている状態が高いパフォーマンスを発揮したとされた。
2009年から2018年までの英語の論文を横断的に調査した結果では、ルーチン作業において注意散漫になる悪影響があるものの、患者や医療チームのストレス緩和などの良い影響の方が有意に高いとしている。この調査した結果では、クラシック音楽を低音量から中音量で流すと、正確性とスピードの両方が向上したとされている。